# شهرستان تروتنوف
منطقه تروتنوف (به لاتین: Trutnov District) یک سکونتگاه مسکونی در جمهوری چک است که در منطقه هرادتس کرالووه واقع شده‌است.

## خصوصیات
منطقه تروتنوف ۱٬۱۴۶٫۷۸ کیلومترمربع مساحت و ۱۲۰٬۰۲۲ نفر جمعیت دارد.